# 第二次世界大戦後におけるドイツの戦後補償

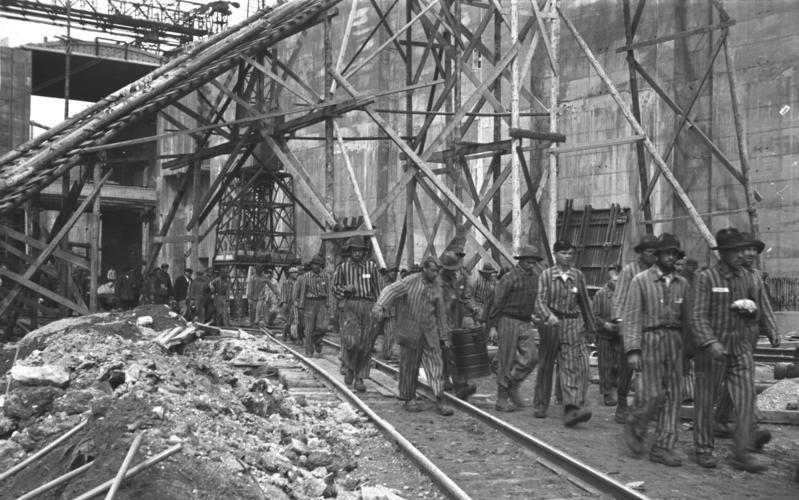
Uボート・ブンカーの構築に駆り出された強制収容所の収容者

第二次世界大戦後におけるドイツの戦後補償の項目では、第二次世界大戦の結果によってドイツに課せられた、もしくは求められた戦争賠償、およびナチス・ドイツの迫害を原因として発生した賠償・補償問題について記述する。

## 背景

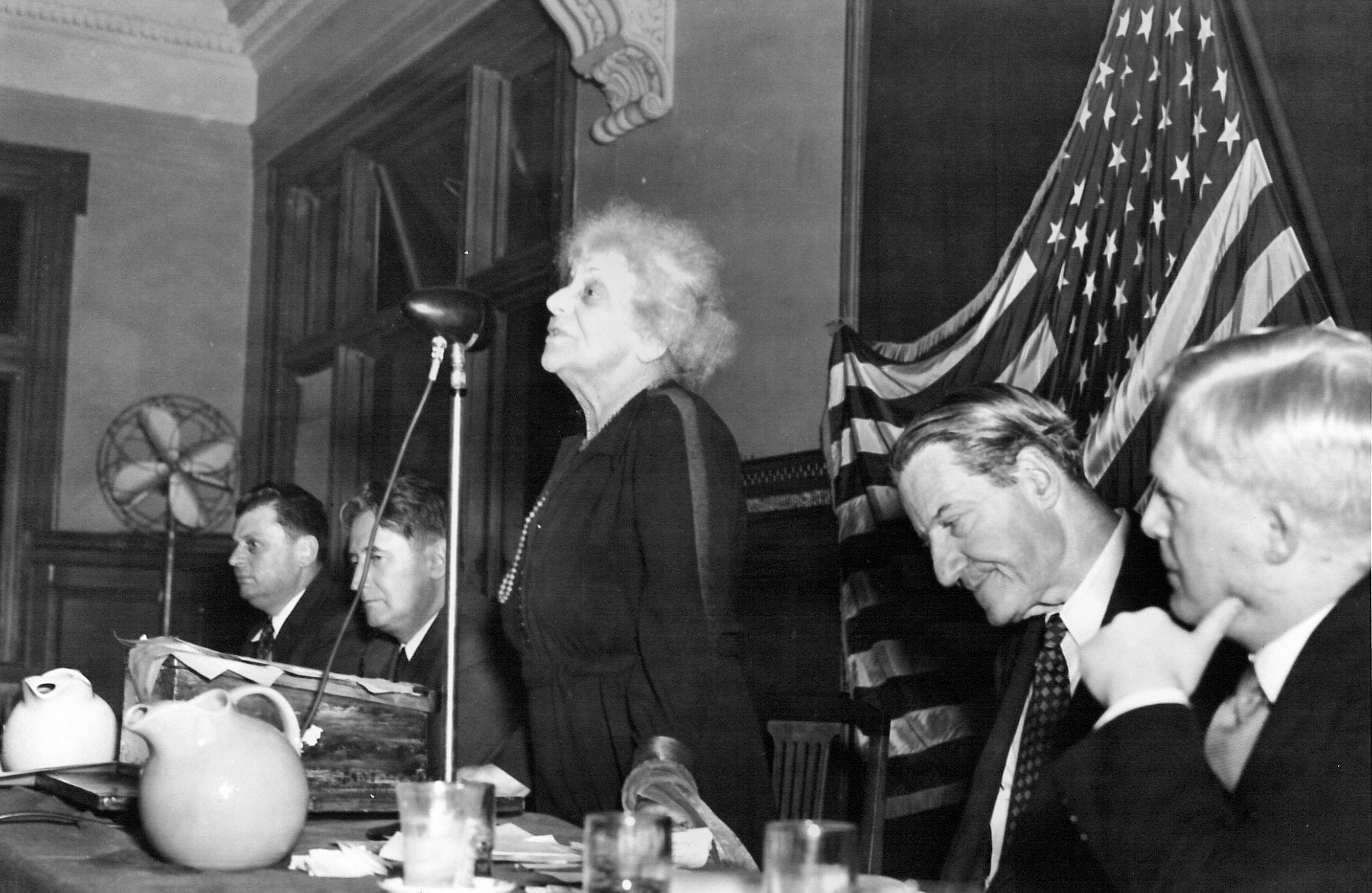
1944年11月27日の世界ユダヤ人会議。起立している女性はスティーヴン・サミュエル・ワイズ議長の妻、ルイーズ

1933年のナチ党の権力掌握以降、国家社会主義ドイツ労働者党(ナチ党)の政権下のドイツでは、ユダヤ人、身体障害者、ロマなどのドイツ国民が迫害対象となり、アーリア化などの措置で財産も収奪対象となっていた。またチェコにおいてはミュンヘン会談後のズデーテン地方併合、チェコの保護国化によってチェコスロバキアの住民からの迫害・収奪も行われた。また強制収容所収容者への強制労働は1938年の時点で開始されている。第二次世界大戦の勃発により、その影響はヨーロッパのほぼ全域に及ぶことになった。

## 戦争中の協議
対独賠償請求問題、またナチス政権発足以降のドイツによる財産侵害への補償問題は、戦争中から連合国間の懸案事項であった。
1943年1月5日、連合国17ヶ国およびフランス国民委員会は「敵国による支配・ 占領地域での強奪行為に対する連合国共同声明」（ロンドン宣言）を発し、枢軸国とその占領地域で行われた財産の取引を、略奪か表面上合法であったかを問わずに無効化する権限を留保することを宣言した。
1944年の第2回ケベック会談ではモーゲンソー・プランによる徹底的な工業設備徴収で賠償を行う案が検討された。1945年2月のヤルタ会談でアメリカ・イギリス・ソビエト連邦の三大国が対独賠償請求で合意した。しかし第一次世界大戦の賠償で発生したトランスファー（振替）問題、すなわちドイツが賠償支払いを実行するための外貨調達が困難であった事例を回避するためと、ドイツの戦争能力を弱体化するために、賠償は通貨ではなく工業設備、資源、工業製品、労働者の徴用などの現物で行われることが定められた。

### ユダヤ人による請求
1939年9月のポーランド侵攻によって第二次世界大戦が勃発して間もない10月10日には、ソロモン・アドラー＝ルーデルによってユダヤ人財産補償を具体化した覚書が策定され、世界ユダヤ人会議をはじめとするユダヤ人団体が補償を強く求めるようになった。また1944年11月のアトランティックシティで行われたユダヤ人会議では、損害に対する返済と補償を求めること、そして民族集団としてのユダヤ人には集合補償の請求権があるという決議が行われた。これは敗戦国が補償を行う対象は戦勝国のみではなく、迫害された少数民族にも及ぶという国際法上初めての例であった。

## 占領期

### ポツダム協定による賠償方針
1945年8月2日に締結されたポツダム協定では、ドイツの賠償について3部で以下のように明記された。
- ソ連に対する賠償は、ソ連の占領地域から徴収することで行われる。
- ソ連の徴収分からポーランドに対する賠償も行われる。
- アメリカ・イギリスを含む他の請求国は西側占領地域からの徴収で賠償を行う。徴収量は6ヶ月以内に定める。
- ソ連は西側占領地域からの徴収を分配されなければならない。西側占領地域の使用可能な産業資本設備のうち、平時に必要ないものは徴収される。このうち10%はソ連が受け取り、さらに15%は食糧・石炭・金属等の物資と交換でソ連が入手できる。
- アメリカ・イギリスはブルガリア・フィンランド・ルーマニア・東オーストリア、ソ連占領地域の東部ドイツに存在するドイツ資産と、その地域に存在する企業への請求権を放棄する。ソ連はそれ以外の地域への請求権を放棄する。

この協定でソ連は東欧と占領地域からドイツ資産を排他的に徴収できる権利を手に入れ、イギリスとアメリカ、フランスはその占領地域と中立国にあるドイツ資産から西側連合国の賠償を受け取ることになった。ソ連とポーランドは8月16日に賠償受け渡しに関する協定を締結している。

### パリ賠償協定
1946年1月14日のパリ賠償協定では、ソ連とポーランドを除く賠償配分を取り扱う連合国間賠償機関（Inter Allied Reparation Agency）の設立が定められるとともに、賠償の徴収期間が1947年から1949年までの間に定められた。また、ソ連への賠償引渡も、ソ連の徴収が合意限度を超えているとして打ち切られた。1949年、ドイツには二つの分断国家、ドイツ連邦共和国（西ドイツ）と、ドイツ民主共和国（東ドイツ）が成立し、正当な継承国が決定されない状況下のため賠償問題の解決は統一後まで一時棚上げされることになった。

### 占領期のユダヤ人補償問題
1947年からはアメリカをはじめとする西側連合国の占領地域において返還法が相次いで成立し、迫害によって没収された財産は元の持ち主に、関係者が見つからなかった場合にはユダヤ人補償相続組織などのユダヤ人団体に返還された。米英占領地区では返還の対象となる時期を1935年9月15日のニュルンベルク法制定時より、フランス占領地区では1938年6月16日のアーリア化開始時期からとするなど対応は分かれている。
一方でソ連占領地域および東欧諸国にあった没収ユダヤ人の財産は、「公共の利益」になると判断された場合には国庫に組み入れられている。これは私有財産を否定する共産主義の考えによるものであり、アーリア化によって没収されたユダヤ人の財産も、ソ連占領地域では返還されなかった。
また一方で財産を持っておらず、肉体的被害や親族に被害を受けたユダヤ人に対する補償は行われなかった。バイエルン州など一部の州政府では将来的に補償を目指すための取り組みが行われた。しかしユダヤ人以外の迫害被害者を含むべきではないというユダヤ人団体の反対、そしてドイツの経済的苦境により成立はドイツ連邦共和国（西ドイツ）の成立以降にずれ込んだ。
またドイツに占領されていた各国の亡命政権が本国に帰還すると、ドイツによる没収を無効化する法律を制定し、実行されているが、国内法であったために外国に移動させられていた財産には及ばなかった。

## デモンタージュ

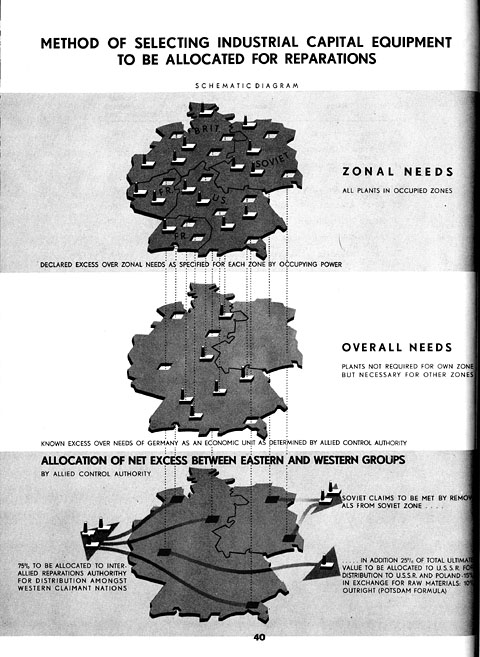
デモンタージュの概要を示した、アメリカ軍政当局の文書

占領期および分断時代初期に押し進められた賠償政策はデモンタージュとよばれる工場・機械設備の接収であった。
特にソ連占領地域で行われたデモンタージュは苛烈なものであった。特に鉄鋼産業では生産能力の8割以上がソ連に接収されている。これは後のドイツ民主共和国工業最大の隘路となった。またカール・ツァイス・イエナの工場も生産能力の大半を接収されている。ソ連占領地域では1946年以降「ソビエト株式会社」が設立され、工場・鉱山・設備がソ連の支配下となり、対ソ賠償となる現物の効率的な生産が勧められた。接収委員会によるナチ関係者などの財産の没収も平行して行われている
西側連合国の占領下にあり、連邦共和国政府の成立後も国際管理下に置かれることとなっていたドイツ最大の工業地帯ルール地方においても激しいデモンタージュが続けられていた。その有様は国外からも同情の声を呼ぶほどだった。また西側占領国も、占領地域からの産品の買い取り価格を市場価格より安価に設定することで、実質的な賠償としていた。1949年10月3日、アデナウアー首相はデモンタージュの中止を要請したが、英仏は当初これを受け入れるつもりはなかった。しかし10月7日にドイツ民主共和国（東ドイツ）が成立すると、英仏と連邦共和国の間で急速に歩み寄りが行われた。11月9日から11日にかけて行われた米英仏三国間のパリ外相会談では、連邦共和国が連合国の安全保障体制に協力すれば、デモンタージュは段階的に停止され、非カルテル化が忠実に進行すれば完全に廃止されるという方針が確認された。11月22日に締結されたペータースベルク協定ではデモンタージュの削減が取り決められている。このペータースベルク協定とあわせて、連邦共和国政府にはナチス被害者に対する補償が義務づけられた。
1948年春にデモンタージュ政策は終了したが、この徹底的な徴発はソ連占領地域の大幅な工業力低下を招いた。またソ連占領地域ではその他貿易などでソ連に対して便宜を図る必要があり、総額33億ライヒスマルクを支出している。デモンタージュによってドイツから失われた資産は、1945年から1948年春までの間で総額61億ライヒスマルクに達している。

### 知的賠償
ソ連占領地域並びに、アメリカ占領地域では、ドイツ人研究者や技術者、設計図等を提供させることも賠償の一環として行われた。これは知的賠償とよばれる。

## 在外資産
戦争終結時にドイツ国外にあったドイツ資産、ドイツ人の資産は賠償機関によって接収、賠償にあてられ、西ドイツ政府には接収対象者に対する補償が義務づけられた。西ドイツ政府が国内の接収対象者に行った補償は、総額で130億ドイツマルク程度と見られている。

## 占領経費
占領期、戦時賠償以上にドイツへの負担となったのが、連合軍占領によって発生した経費の支払いであった。1952年までのドイツの賠償支払い額が48億ライヒスマルク（1938年時のレート）であったのに対し、その間ドイツが支払った占領経費は120億ライヒスマルクに達する。

## イスラエル政府による補償請求
1949年11月11日、西ドイツのコンラート・アデナウアー首相はイスラエルとの交流を望んでいる旨をユダヤ系新聞のインタビューで公表し、イスラエル政府に対して1000万マルクを提供した。しかしイスラエル側は、賠償を受け取ることは屈辱であるという考えと、あまりにも金額が少なかったこともあって、これを歓迎しなかった。しかしアデナウアーはその後もイスラエルとの交渉を続けた。一方で創設間もないイスラエル政府も経済的苦境に立っていた。1951年3月21日、イスラエル政府は西ドイツに対して10億ドル、東ドイツに対して5億の全般的補償を要求する旨を旧連合国に対して通知した。すでに冷戦下にあったこともあり、旧連合国はいずれも補償要求に対して冷淡であり、イスラエル政府にドイツと直接交渉することを求めた。

## 西ドイツの動き

### ルクセンブルク協定の成立

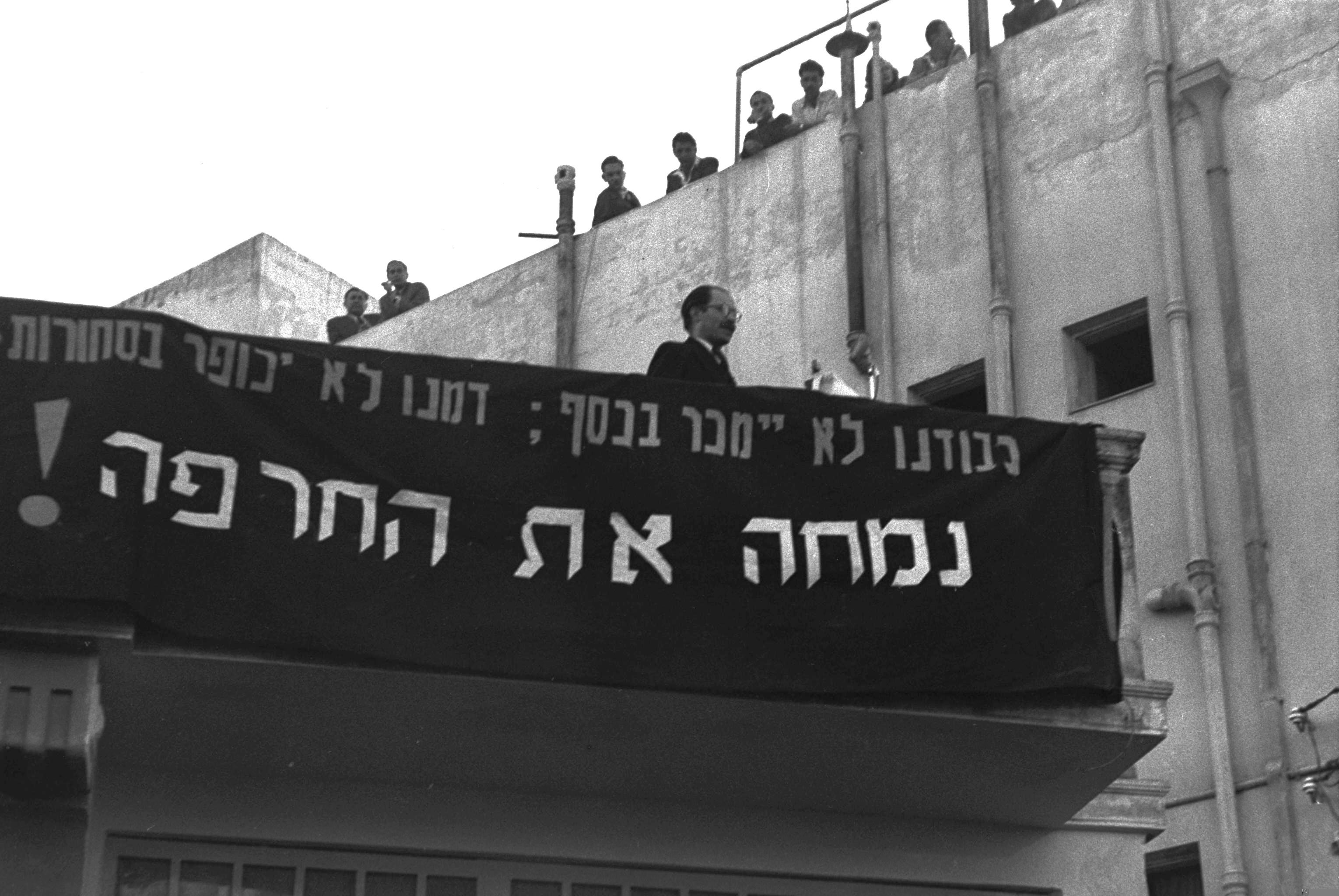
ドイツとの協定に反対する演説を行うメナヘム・ベギン（後のイスラエル首相）

1951年9月21日、アデナウアー首相は、ナチス政権下において行ったユダヤ人迫害に対する責任を認め、ドイツ政府が一定額の補償を行うことを表明した。国内および海外からはおおむね歓迎されたが、イスラエルの外務省・通産省・野党・マスメディアからはドイツと交渉を行うこと自体に反対する動きが強かった。しかしイスラエル政府は交渉を行うことを選択した。
一時は交渉が中断される事態もあったが、1952年9月10日にイスラエルとドイツ連邦共和国の間の協定（イスラエル条約、ルクセンブルク協定）を締結した。これにより、ドイツ政府はイスラエルの全般補償請求を認め、15年間でイスラエルに対して34億5000万ドルを現物により支払うことが合意された。同日にはユダヤ人対独物的請求会議とハーグ議定書を調印し、個人的請求についての合意を行った。またイスラエルと交わした議定書により、ドイツ政府は連邦補償法を将来公布する義務を課せられた。
この交渉はアデナウアー個人の道義心も動機の一つであったが、一方でイスラエル側がアメリカ国内のユダヤ人有力者を介して、アメリカ政府にドイツへの圧力をかけさせたことも成立の要因であったとされる。
また、当時イスラエルはアラブ諸国と対立しており、アラブ連盟は中立違反や当時イスラエルという国が存在していなかったこと、アラブ側こそがイスラエルに対する債権者であるとして、補償協定の締結に反対していた。ドイツは中立違反でないことを言明したが、アラブ側は国交断絶を含めた強硬な通告を行った。最終的に条約は締結され、アラブ諸国もそれ以上の措置には出ず、反発も収まっていった。

### ロンドン債務協定
一方で賠償問題については凍結された。ドイツ連邦共和国（西ドイツ）とアメリカ・イギリス・フランスは1952年のボン協定と1954年のパリ協定の6章で平和条約が締結されるまでの間賠償問題を一時棚上げすることに合意した。また1953年のロンドン債務協定では、5条2項（延期条項）で、「ドイツと戦争状態にあった国又は戦争中ドイツに占領された国およびこれら諸国の第二次世界大戦から生じるドイツ及びドイツ国民に対する請求権（中略）の解決は、賠償が最終的に解決されるときまで延期される」と規定され、ドイツ統一まで被占領国・国民の賠償権を延期することが定められた。また、第一次世界大戦の賠償のために発行したドーズ外債とヤング外債の利払い継承を宣言している。しかしこの条約にソ連・チェコスロバキア・ポーランドは署名しなかった。

### 西側・中立国被害者に対する補償

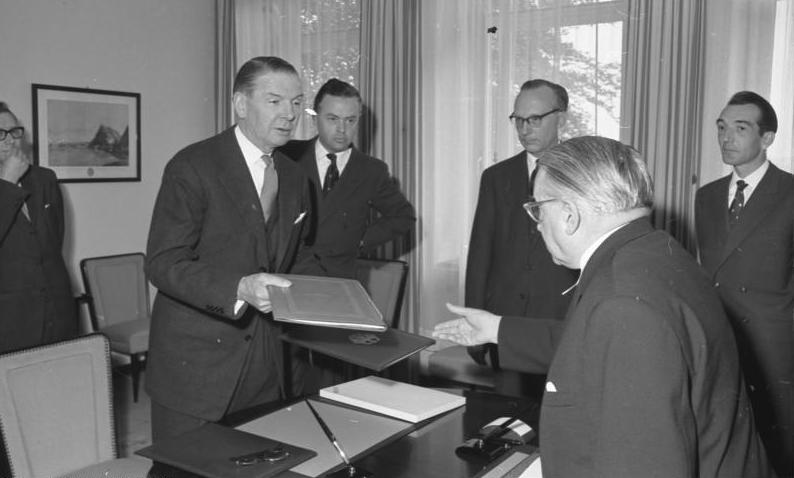
1960年6月2日、デンマークとの補償協定締結

西ドイツの経済復興は被占領国国民の間で賠償請求にまつわる議論を呼び起こした。
1956年6月、ベルギー、オランダ、ルクセンブルク、デンマーク、ノルウェー、ギリシャ、フランス、イギリスの旧西側連合国8カ国政府は、西欧諸国民被害者に対する補償をドイツ連邦共和国政府に要求した。連邦共和国政府は当初、一億マルク規模の民間基金による補償を提案したが、この案は補償対象が困窮者に限られていたため、8カ国から「ナチスによる国際法違反」、すなわち「人道に対する罪」の責任を認めたことにならないとして反対された。連邦共和国政府は、8カ国が要求する「請求権」を認めればロンドン債務協定の趣旨に反する上に、政府の支払能力も考慮するべきとして、補償対象を「典型的なナチスの不法」に限定するよう提案した。そして補償は各国政府に一括で支払われ、配分は各政府にまかせ、連邦共和国政府は介入しないというものであった。連邦共和国は8カ国、そして後に加わったイタリア、スウェーデン、スイスとの間で包括的に補償を行う二国間協定を締結し、補償の支払いを行った。この11カ国に対して行われた補償総額は9億7100万マルクに達している。

### オーストリアへの補償
一方で、1938年にドイツによって併合されていたオーストリアに対する補償問題は複雑であった。オーストリアは1955年のオーストリア国家条約によって、併合されていた時期に発生したドイツ政府及びドイツ国民に対する請求権を放棄しており、連邦共和国政府も当初損害賠償や、連邦補償法による補償の対象外と主張していた。しかしオーストリア政府はオーストリアの国民にもドイツ国民と同様に補償を受ける権利があると主張し、1955年から両国間で協議が行われた。1961年のクロイツナッハ条約では、オーストリア政府がナチスの被害者に対して国内で行う補償に対し、連邦共和国政府が9600万マルクの資金を提供するとされた。この枠組みは連邦補償法を国外に準用するという法的形式によって行われた。

### 連邦補償法
1956年6月26日には人種・宗教・政治的信条に基づくナチスの迫害による被害者の請求への補償を定めた連邦補償法が定められた。ただしこの適用範囲は西ドイツが外交関係を持つ国に限られたため、1961年から1976年の間にユーゴスラビア、チェコスロバキア、ハンガリー、ポーランドとの間で一括支払協定が結ばれたが、これらの国は国民のための賠償請求権を将来にわたって放棄した。
西ドイツによる賠償は、賠償・補償請求は被害者の国籍国によって行われるものであり、個人請求は国内制定法によって定められたものに限られた。これは個人は国際法に基づく請求の権利を持たず、また国内制定法の制定はあくまで道徳的な義務の遂行であり、法的義務ではないという見解によるものであった。この考えは国際法違反を理由とした個人請求を退けた判決などに見られ、ドイツ統一後でも踏襲されている。また補償法はナチスの迫害一般を「不正」とみなし、それに対する補償を行うというものであった。しかし国内のナチス被害者でも、ロマ、同性愛者、ドイツ共産党員などの反社会的とみなされた人々も補償対象とはならなかった。

### 苛酷緩和措置
1980年代からは、ロマや強制的断種の被害者などへの補償も行われるようになったが、外国人強制労働者に対する補償は行われなかった。1987年12月には連邦補償法申請期限を過ぎた人、強制的断種手術の後遺症が残る人、安楽死政策犠牲者の遺族、同性愛者、反社会分子に対する補償が「苛酷緩和措置」として行われた。

## 東ドイツによる賠償
1948年春のデモンタージュ中止以降、ドイツ民主共和国（東ドイツ）からソ連に対しては現物による賠償納入が行われた。
また東ドイツはドイツ帝国とヴァイマル共和政とナチス・ドイツ、すなわちドイツ国の継承国ではない国家であるとして一切の賠償・補償要求に応じなかった。
ソ連は1953年8月22日の協定で1954年1月1日をもって「ドイツ」に対する賠償請求権をすべて放棄することを宣言した。なお、この協定にはポーランドの「同意」もあり、1970年のワルシャワ条約でポーランドの対独賠償放棄が再確認された。
東ドイツ国内にすむナチ政権の迫害被害者に対する直接的な補償も行われず、年金や福祉・教育などで優遇措置がとられるにとどまった。

## 統一後の賠償

### 最終規定条約による賠償問題の「解決」
1990年9月12日のドイツ最終規定条約により、ドイツの戦争状態は正式に終了した。この条約には賠償について言及された点は存在していないが、締結に際して連邦政府は「賠償問題は時代遅れになった」とはっきり説明し、もはや賠償問題は提起されないという立場をとっている。
この最終規定条約はロンドン債務協定で規定された「平和条約」であるとドイツ連邦共和国政府はみなしていないが、賠償問題をも含む戦争から生じた法律的問題の最終的解決を含むものとしている。ドイツ政府は、賠償問題が終結したことの理由として、50年に及ぶ諸外国との信頼協力関係の構築、そしてデモンタージュや生産物の接収、対外資産の没収等による支払額が、ポツダム会談での見込み額100億ライヒスマルクを遥かに超えていることと西欧12カ国による包括的な補償協定により、給付移転がすでに行われていることを根拠としている。最終規定条約は全欧安全保障協力会議の参加国によって11月11日に承認され、ドイツはこの参加国に対しても賠償問題は終結したとしている。
このため統一後のドイツは、「ドイツの戦後問題」が最終的に解決され、「賠償問題はその根拠を失った」として、法的な立場からの賠償を認めていない。しかし、アメリカ政府が2000年に賠償請求の問題は未解決であるという見解を示したように、他国からは異論もある。

### 記憶・責任・未来

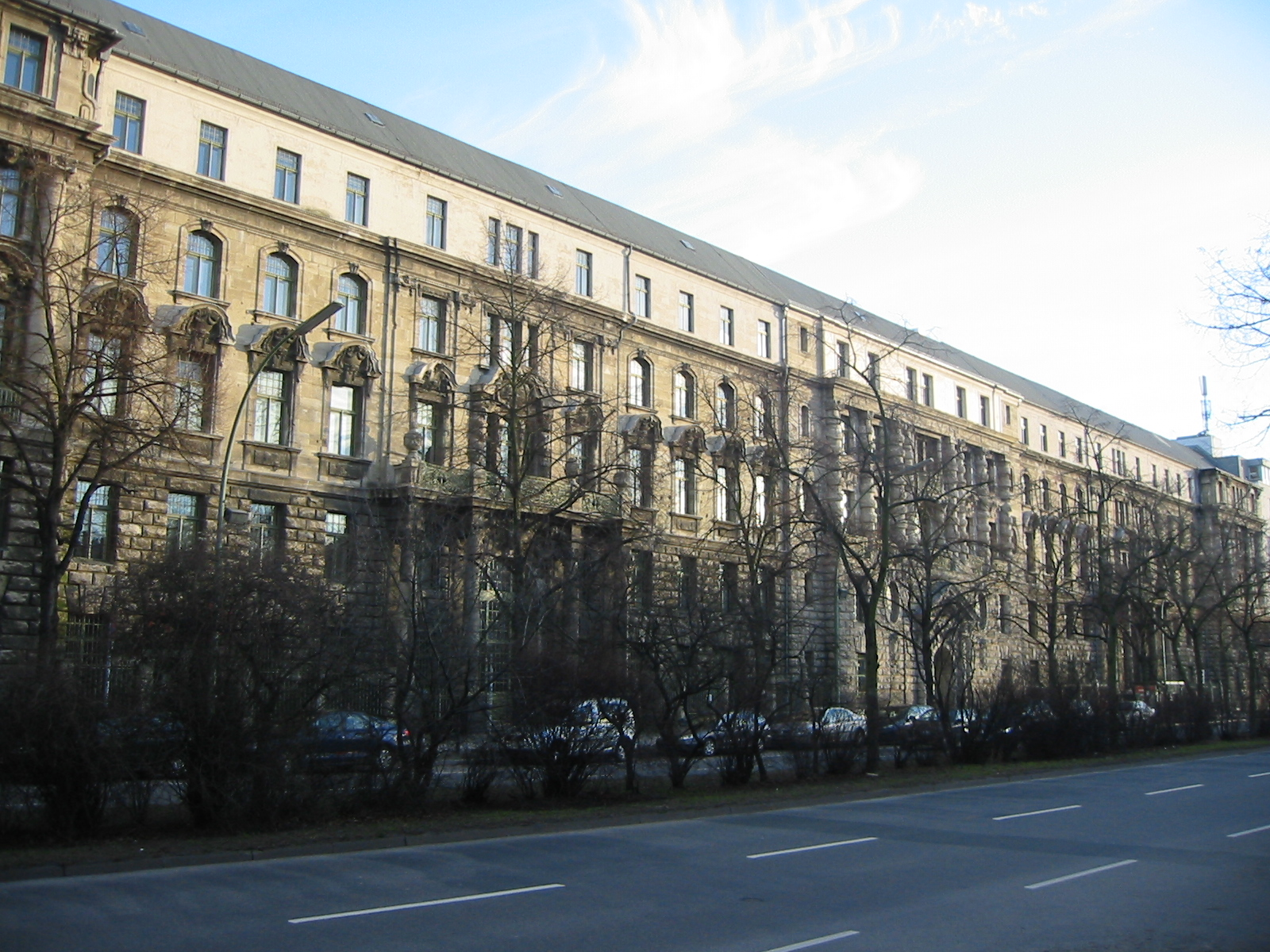
フリードリヒスハイン＝クロイツベルク区にある財団「記憶・責任・未来」の本部

ナチス時代のドイツ企業はユダヤ人や戦争捕虜に強いられた強制労働によって大きな収益を上げていた。ドイツ連邦共和国政府はこの被害者に対する支払が「補償」の範囲内ではなく「国家間賠償」で対応されるべきとし、一切の支払に応じていなかった。分断時代からもダイムラー・ベンツなどの一部の企業は個別に出資して補償を行ってきたが、ドイツ統一後には、東側社会に住む人々にほとんど補償が行われていないことが社会問題化しはじめた。またアメリカでは、外国人不法行為請求権法に基づき、ドイツ企業に対する補償要求が高まった。1996年からはドイツ企業やスイスの銀行に対する訴訟が相次ぎ、裁判とそれに伴う悪評に疲弊したドイツ企業は、一定の金額を支払うことで訴訟リスクを回避する道を求めるようになった。また補償に積極的な左派のゲアハルト・シュレーダー政権の成立も追い風となった。
2000年7月17日にアメリカとドイツは協定を結び、ドイツ企業に対する訴訟を取り扱う財団設立で合意した。この協定には多数の訴訟代理人が同意し、訴訟権却下に応じた。8月12日に『財団「記憶・責任・未来」』の創設が国会決議され、以降の支払いはドイツおよびドイツ企業の道義的・政治的責任に基づいて拠出された100億ドイツマルクから支払われることとなった。財団は7つの協力組織の請求に基づいて協力組織に金銭を支払い、2001年末までに請求を行った者に対し、協力組織が支払うという形式で処理を行っている。ドイツ側としては道義的・政治的責任は認めつつも法的義務は認めておらず、公式には賠償とはされていない。また、この強制労働はナチ不正の一環であって、戦争犯罪としては取り扱われていない。ドイツ経済界はこれ以上賠償や補償請求が行われない「法的安定性」を求めており、アメリカ政府がこれに応じたことで交渉は決着した。アメリカ政府は交渉の過程で「今後アメリカとしては、ドイツに賠償請求を行わない」ことを表明している。
「記憶・責任・未来」による支払は2001年より開始され、2007年6月に終結した。支払い対象はおよそ百カ国にまたがる166万人であり、支払総額は43.7億ユーロに達する。支払い対象となる強制労働被害者は強制収容所での労務者、移住させられ強制労働に従事させられた者、およびそれに準じると見られた者である。戦争捕虜、イタリアの降伏時に発生したイタリア王国軍人捕虜、西ヨーロッパ出身者のうち強制収容所収容や移住を強制されなかった者は対象外である。
「記憶・責任・未来」のプロセス開始後もアメリカではドイツ企業に対して支払を求める動きはあるが、支払は認められていない。

### 個別補償条約
1991年にはポーランドおよびソ連の継承国ロシア連邦、ウクライナ、ベラルーシの間でナチス被害者のための金銭引渡し条約を締結し、その後にはバルト諸国やチェコ、アメリカとの間でも同様の条約を結んでいる。

### 冷戦終結後の賠償請求
統一後のドイツ政府は賠償問題は終結したという立場をとっているが、被害を受けた国や個人から賠償を求められる動きも存在する。

#### ギリシャ
占領下のギリシャで発生したディストモの大虐殺の遺族による賠償請求はこの例の一つであり、複数国家をまたいだ大規模な裁判となった。ドイツ連邦最高裁は、「（事件は）疑いもなく国際法に違反するが、賠償請求は個人的訴訟ではなくギリシャ国家によるドイツ国家に対する請求しか認められない」としてこの請求を退けた。一方ギリシャの最高裁は被告の請求権を認め、「ユス・コーゲンス（強行規範）違反の場合は、主権免除を援用できない」という判決を下した。ディストモ事件の判決を受けたドイツ政府はハーグの国際司法裁判所に提訴し、2012年に主権免除が認められた。
アレクシス・ツィプラス政権は2015年1月、占領による損害を2787億ユーロと算出したが、ドイツ側は1960年の支払いで解決済みであるとし、賠償は行われなかった。2019年4月17日にはギリシャ議会が占領時の賠償をドイツ政府に求める決議を行い、政府は正式な外交手続きで請求を行うこととなった。

#### ポーランド
ポーランドでは2015年の「法と正義」による政権掌握後、賠償放棄は無効であるという主張が行われており、議会で賠償金額を調査するなどの動きが続いている。2022年10月にポーランド政府は侵略等に起因する損害額を1兆3千億ユーロ（約179兆円）とし、ドイツ政府に賠償についての交渉を開始するように求めた。しかしドイツ政府は2023年1月に「賠償問題は解決済みであり、交渉に応じるつもりはない」と回答をしている。

#### イタリア
2008年10月には、イタリア破棄院が、1944年6月のチヴィテッラ虐殺事件の判決に際して、ドイツ政府に対して、原告である犠牲者の遺族に100万ユーロの賠償を行うよう判決を下している。ドイツ政府は、判決の受け入れは拒否したものの、「道義的責任は認識している」として補償の支払いの可能性を示唆した。また旧イタリア王国軍人捕虜に関する問題などでもイタリアの裁判所はドイツに対する請求を認める判決を下したため、ドイツ政府はこれに対しても国際司法裁判所への提訴を行うことを決めた。ドイツ政府の提訴をイタリア政府も支持しているが、これはこの判決を認めることにより、北アフリカなどで戦争被害者によるイタリアに対する賠償要求が発生することを怖れたためと見られている。

#### イスラエル
イスラエルではホロコースト被害者の子供世代による訴訟が相次ぎ、イスラエルの現職閣僚が賠償問題の再交渉を行うよう発言した事例もある。

## 賠償と補償に対する認識

### 「賠償」と「補償」
ドイツにおいては「補償」という意味合いで「ドイツ語: Wiedergutmachung」という語が用いられる。これは「再びよくする、償い、罪滅ぼし、よき状態を回復する」といった意味合いの言葉であり、不正や罪の償いという意味を含んでいるが、法的な意味での戦争責任とそれに対応する謝罪表明の意味合いは含まれていない。この言い回しは戦後になってもちいられたもので、一般に「ナチスによる不正に対する補償」を指し、1950年代以降の連邦共和国の戦後補償概念となっている。
「Wiedergutmachung」は、奪われた財産の返還と、個人補償（ドイツ語: Entschädigung）、二国間の協定による補償に大別される。「Wiedergutmachung」はアメリカ占領地域各州での補償法では用いられたが、完全な補償を与える意味ではないため連邦補償法などでは用いられていない。連邦補償法などで用いられるのは「Entschädigung」である。
「ドイツ語: Reparation」は一般にナチス不正ではなく「一般的な戦争犯罪」「戦争責任」に対する「賠償」と認識されている。ドイツの補償政策において賠償と補償は峻別されているが、これはナチスの不法という戦争犯罪の枠を超えたものの扱いと、東西分断のため平和条約を締結できなかったという事情がある。一方で、シュレーダー政権によって強制労働の一部が「賠償」の対象から「補償」の対象へ拡張された事例もある。

### ナチス犯罪と戦争責任
連邦補償法などのドイツ連邦共和国が行った各種補償措置の名目は「ナチス不正」に対する補償であって「人道に対する罪」や「戦争責任」に基づくものではなかった。アデナウアーは「ドイツ民族の名において」行われた、ナチスの不法については謝罪しており、ドイツ人は集団的恥辱（ドイツ語: Kollektivscham）を負うべきであるという立場をとったが、ドイツ人の大多数は「ユダヤ人に対する犯罪を嫌悪し、直接関与しなかった」とし、集団的罪については認めていない。歴代の連邦政府も同様の方針をとり、補償は法的責任に基づくものではなく、道義的な義務に基づくものであるという主張を一貫して行っている。
このため戦争捕虜や慰安婦に対する補償は行われていない。矢野久はドイツ政府の補償政策は戦争責任を回避するためであったと指摘している。

## 附表
ドイツ連邦共和国が行った補償総額は、2009年時点で671億1800万ユーロに達する。
| 補償根拠             | 開始年    | 対象                                                                            | 補償額 |
| -------------------- | --------- | ------------------------------------------------------------------------------- | ------ |
| 連邦補償法           | 1956      | ナチス・ドイツ領域に居住していた、 ナチスによる被害者                           | 46.087 |
| 連邦返還法           | 1957      | 強制的に財産を収用された被害者                                                  | 2.023  |
| 補償年金法           | 1992      | 旧東ドイツの反ナチ運動参加者に対する年金の継続 東ドイツ領域におけるナチス被害者 | 0.790  |
| ナチス迫害者補償法   | 1997      | 旧東ドイツ領域における財産を奪われたユダヤ人                                    | 1.714  |
| ルクセンブルク協定   | 1956      | ナチスによる被害を受けたユダヤ人 （イスラエルへの移住・居住実現が目的）         | 1.764  |
| 包括協定             | 1956-1992 | ナチスによる被害を受けた各国国民                                                | 1.460  |
| その他の給付         | -         | -                                                                               | 5.191  |
| 各州の補償措置       | -         | -                                                                               | 1.682  |
| 各種緩和規定         | -         | -                                                                               | 3.852  |
| 「記憶・責任・未来」 | 2001      | -                                                                               | 2.566  |
| 総額                 | -         | -                                                                               | 67.118 |